# ハローフーヅ
ハローフーヅは、過去に存在した愛知・岐阜両県下で展開するスーパーマーケットチェーン。
愛知県名古屋市緑区本社のハローフーヅ株式会社が経営をしていたが、2011年（平成23年）8月1日に大阪地盤のスーパー・コノミヤに吸収合併されて同社東海事業本部となった。

## 歴史・概要
1949年（昭和24年）に鳴海町で乾物店を個人創業したのが始まりである。
1957年（昭和32年）11月4日に「有限会社丸正」に改組し、1965年（昭和40年）9月に資本金1000万円で「株式会社丸正鳴子店」を設立した。
同年10月に「合資会社石田」を合併して、同年12月に「株式会社丸正」に商号を変更した。
1970年（昭和45年）5月に「株式会社中部スーパーマーケットチェーン」を設立し、1973年（昭和48年）3月に「ハローフーヅ」を商標登録して店名を統一した。
なお、法人名としての「ハローフーヅ」は、1977年（昭和52年）8月に生鮮食品の加工・卸を行う関連会社として設立した「（初代）株式会社ハローフーヅ」が当社より先に使用している。
1979年（昭和54年）7月に額面変更の目的で「（2代目）株式会社ハローフーヅ」（1948年（昭和23年）9月設立）に合併し、当社が法人名としての「ハローフーヅ」を用いるようになった。
1980年（昭和55年）11月に「大蒲店」を改装して「ピックワン北店」として新装開店し、小型ディスカウントストアのチェーン展開を開始した。
その後、1985年（昭和60年）12月に「緑開発株式会社」、1990年（平成2年）1月に「東海ピーコック株式会社」を合併している。
1997年（平成9年）2月期末時点ではスーパーマーケット27店とディスカウントストア11店の合計38店舗を運営していた。
その後、2002年（平成14年）2月期末時点で合計33店舗と減少したが、2008年（平成20年）9月時点でスーパーマーケット28店とディスカウントストア8店の合計36店舗となっていた。
しかし、業績の悪化に伴ってリサ・パートナーズが設立した投資ファンドから2008年（平成20年）6月に出資を受け、同年にディスカウント店7店を同業のドン・キホーテに売却することを決定すると共に同年10月に4店舗を閉鎖するなど、事業再建を進めることになって店舗網を再編、2011年（平成23年）6月期末時点で食品スーパー25店舗となった。
再建策が一段落したことから、2010年（平成22年）11月に金融機関を通して事業統合を打診。
2011年（平成23年）4月7日にコノミヤが当社との経営統合で合意したと発表し、同年7月7日にリサ・パートナーズからハローフーヅの全株式を取得して、同年8月1日にコノミヤに吸収合併されて同社東海事業本部となった。
この経営統合に伴い元社長で会長を務めていた石田茂之は当社を退任すると共に、CGCグループの東海地区法人「東海シジシー」の会長も2011年（平成23年）5月7日に退任した。
また、コノミヤとの合併直前には全店舗の3分の2で24時間営業を行っていたが、効率化の観点から廃止されることになった。

## 年表
- 1949年（昭和24年） - 鳴海町で乾物店を個人創業[8][2]。
- 1957年（昭和32年）11月4日 - 「有限会社丸正」に改組[1][2]。
- 1965年（昭和40年）
  - 9月 - 資本金1000万円で「株式会社丸正鳴子店」を設立[14][8][2]。
  - 10月 - 「合資会社石田」を合併[1]。
  - 12月15日 - 「株式会社丸正」に商号を変更[15]。
- 1970年（昭和45年）5月 - 「株式会社中部スーパーマーケットチェーン」を設立[9]。
- 1973年（昭和48年）3月 - 「ハローフーヅ」を商標登録し、店名を統一[9]。
- 1977年（昭和52年）8月 - 「（初代）株式会社ハローフーヅ」（生鲜食品の加工・卸）を設立[9]。
- 1979年（昭和54年）7月 - 額面変更の目的で「（2代目）株式会社ハローフーヅ」（1948年（昭和23年）9月設立）に合併[8]。
- 1980年（昭和55年）11月 - 「ピックワン北店」を開店し、小型ディスカウントストアのチェーン展開を開始[10]。
- 1985年（昭和60年）12月 - 「緑開発株式会社」を合併[8][2]。
- 1990年（平成2年）1月 - 「東海ピーコック株式会社」を合併[8][2]。
- 2008年（平成20年）
  - 6月[11] - リサ・パートナーズが設立した投資ファンドから出資を受ける[12]。
  - 10月 - ハロードゥインターナショナル名東店とハローフーヅ野並店、コンツネ中村店、ビッグワン平針店を閉鎖[11]。
- 2011年（平成23年）
  - 4月7日 - コノミヤが当社との経営統合で合意したと発表[6]。
  - 6月20日 - コノミヤと合併契約を締結[4]。
  - 7月7日 - コノミヤが全株式を取得[4]。
  - 8月1日[4] - コノミヤに吸収合併されて同社東海事業本部となる[5]。同時に24時間営業を廃止[3]。

## 店舗業態

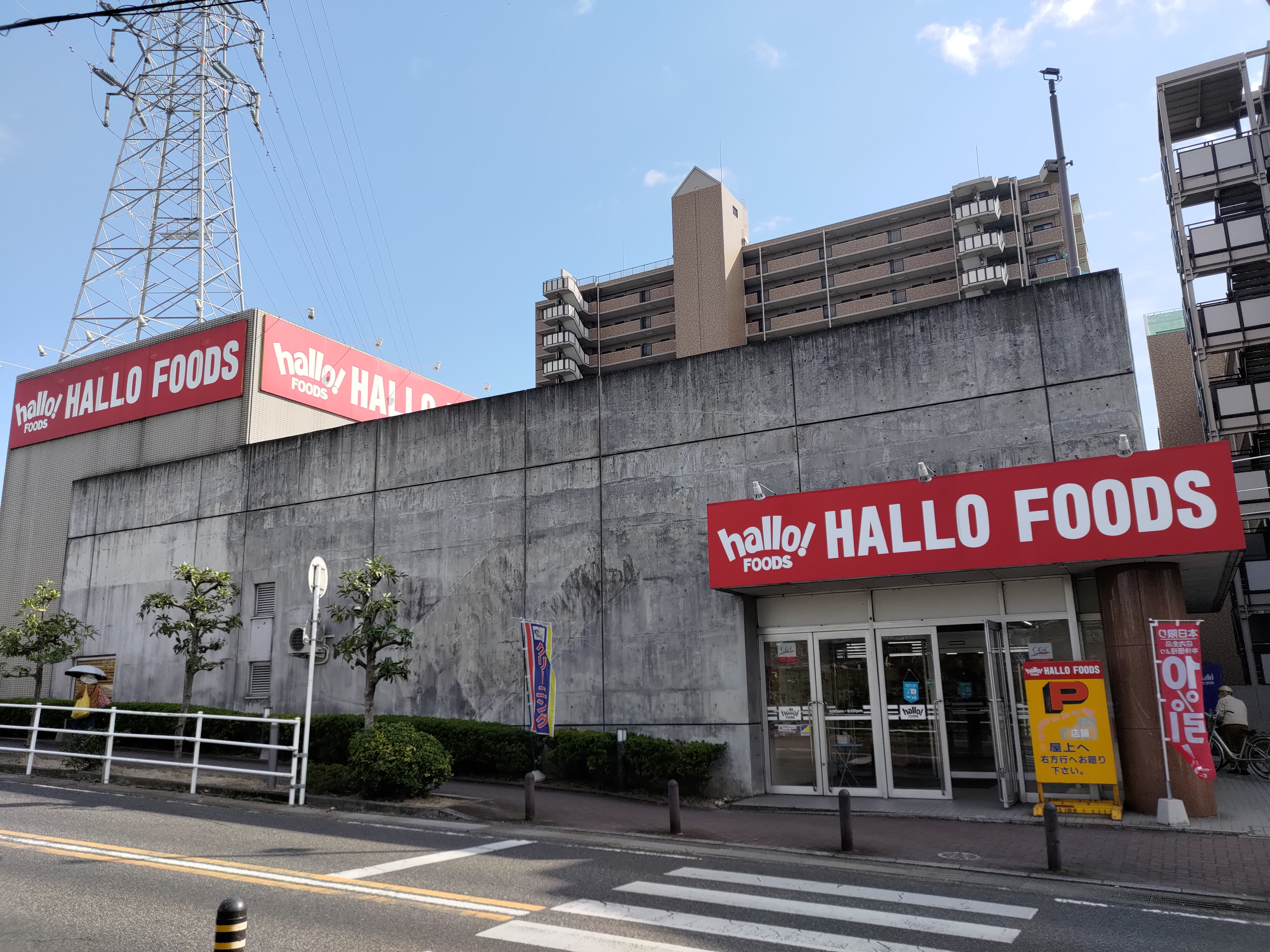
「ハローフーヅ」の店舗例。天白店（愛知県名古屋市天白区、2022年10月）

- ハローフーヅ - 近郊客を顧客とする食品スーパー[7]。
- ハロードゥインターナショナル - 国内外の高級食材を集め、高級スーパーとしては名古屋の草分け的存在[11]。
- マルショウ - 食品スーパー[16]。
- コンツネ - 食品スーパー[11]。
- 坂下屋 - 食品スーパー[9]。
- ビッグワン - ディスカウント店[11]。2008年（平成20年）9月時点で8店を展開していたが、同年10月に平針店を閉鎖し、7店を同業大手のドン・キホーテに売却することを決定して撤退することになった[11]。（株式会社ディーパルとの新設分割会社「ビッグワン株式会社」に分離、2008年10月15日に株式会社ドン・キホーテが買収[17]。）
- ピーコック - 1990年（平成2年）1月に「東海ピーコック株式会社」を合併[8][2]。

## 店舗

### 愛知県

#### 名古屋市

##### 緑区
- 鳴海店（緑区鳴海町花井町6[15][18]、1958年（昭和33年）11月開店[19] - ?閉店）

売場面積560m2 → 約900m2
- ハローフーヅ鳴子店（緑区鳴子町4-13[9]、1965年（昭和40年）10月3日開店[19] - ?閉店）

店舗面積663m2。
- 左京山店（緑区鳴海町左京山字手越99[15][20]、1967年（昭和42年）7月開店[20][15] - 1981年（昭和56年）3月閉店[21]）

売場面積330m2 → 約299m2
- ハローフーヅ向田店（緑区鳴海町字向田275[14]、1978年（昭和53年）4月開店[14] - ?閉店）

店舗面積498m2。
- コパン・インターナショナル・スポーツクラブ緑（緑区鳴海町字向田275[22]）

- ハローフーヅ桃山店（緑区鳴海町桃山1-8[14]、1977年（昭和52年）3月開店[14] - ?閉店）

店舗面積329m2。
- ハローフーヅ東ケ丘店（緑区鳴海町宇境松23-10[14]、1977年（昭和52年）4月開店[14] - ?閉店）

店舗面積755m2。
- ハローフーヅ有松店（緑区鳴海町字有松裏46-1[15]、1967年（昭和42年）12月開店[15] - ?閉店）

店舗面積606m2。
- マルショウ（緑区鳴海町石田7[23]、1982年（昭和57年）5月開店[24] - ?閉店）

店舗面積231m2。
- ハローランド（緑区[16]、1985年（昭和60年）11月開店[16] - ?閉店）

店舗面積1,378m2。
- 滝ノ水店（緑区滝ノ水3-301[25]、1996年（平成8年）4月26日開店[26] - ?閉店）

鉄骨造・延べ床面積7,934m2、店舗面積6,641m2（直営店舗面積3,306m2）。

##### 天白区
- ハローフーヅ天白店（天白区天白町大字島田字植田前773-1[14]ヘラルド文化センタービル1階[27]、1972年（昭和47年）8月開店[14] -）

店舗面積479m2。数少ない「HALLO FOODS」の表記が残る店舗
- ハローフーヅ平針店[14] → ビッグワン平針店[11]（天白区平針宇向の山1685-118[14]、1976年（昭和51年）6月開店[14] - 1983年（昭和58年）7月ビッグワン平針店[16] - 2008年（平成20年）10月閉店[11]）

店舗面積667m2。
- べりーぐっど（天白区[16]、1983年（昭和58年）12月開店[16] -）

店舗面積495m2。
- ハローフーヅ野並店（天白区中坪町[28]、1977年（昭和52年）4月開店[28] - 2008年（平成20年）10月閉店[11]）

店舗面積377m2。

##### 瑞穂区
- ハローフーヅ新瑞店（瑞穂区洲山町2-32[14]ターミナルビル地下1階[29]、1975年（昭和50年）11月開店[14] - ?閉店）

店舗面積308m2。
- ハローフーヅ中根店（瑞穂区白砂町2-7[14]、1976年（昭和51年）8月開店[14] - ?閉店）

店舗面積353m2。

##### 南区
- ハローフーヅ桜本町店（南区新郊通3-26[15]第三菊屋ビル[30]、1973年（昭和48年）4月開店[15] - ?閉店）

店舗面積539m2。
- 浜田店（南区浜田町2-4-5[15]、1971年（昭和46年）9月24日開店[31] - 1981年（昭和56年）2月閉店[21]）

店舗面積346m2。

##### 中区
- デイバイデイ（中区[16]、1983年（昭和58年）9月開店[16] - ?閉店）

店舗面積462m2。
- コパン・インターナショナル・スポーツクラブ栄[32]（中区錦三丁目栄町ビル西館6階から8階[33]、1988年（昭和63年）2月1日開店[33] - ?閉店）

施設面積約1,000m2。

##### 名東区
- ハロードゥインターナショナル名東店（名東区よもぎ台2-818[34]、1984年（昭和59年）4月開店[11] - 2008年（平成20年）10月閉店[11]）

店舗面積1,462m2、延べ床面積約3,259m2。直営店舗面積581m2。
国内外の高級食材を集め、高級スーパーとしては名古屋の草分け的存在。
第1回名古屋市都市景観賞を受賞した。
- FC・プラザ（名東区[16]、1982年（昭和57年）6月開店[16] - ?閉店）

店舗面積828m2。

##### 千種区
- ハロードゥインターナショナル東山店（千種区唐山町2[36]、?開店 - ?閉店）

店舗面積650m2。

##### 北区
- 坂下屋上飯田店 → 上飯田店（北区上飯田北町2-49[14]、1968年（昭和43年）2月開店[14] - 1981年（昭和56年）2月閉店[21]）

店舗面積299m2。
- 坂下屋大蒲店 → 大蒲店（北区会所町224[9]、?開店 - 1980年（昭和55年）11月閉店[21]）

店舗面積430m2。
改装して「ビックワン北店」として新装開店。
- ビックワン北店（北区[24]、1980年（昭和55年）11月新装開店[10] - ?閉店）

店舗面積430m2。
「大蒲店」を改装して小型ディスカウントストアとして新装開店。
- FC・ピーコック鳩岡店（北区鳩岡町1-7[37]、1966年（昭和41年）11月15日開店[37] - ?閉店）

店舗面積726m2。

##### 東区
- 坂下屋大松店 → 大松店（東区百人町25[14]、1974年（昭和49年）6月開店[14] - 1981年（昭和56年）1月閉店[21]）

店舗面積173m2。

##### 西区
- 坂下屋平田店（西区浮野町86[14]、1975年（昭和50年）11月開店[14] - ?閉店）

店舗面積479m2。

##### 中村区
- コンツネ中村店（名古屋市中村区[11]、?開店 - 2008年（平成20年）10月閉店[11]）

#### 豊明市
- 前後店（豊明市前後大代1617[15]、1962年（昭和37年）5月20日開店[19] - ?閉店）

売場面積280m2 → 約228m2
- ハローフーヅ豊明店（豊明市二村台4-15-2[14]、1973年（昭和48年）8月開店[14] -）

店舗面積609m2。
数少ない「HALLO FOODS」の表記が残る店舗
- コパン・インターナショナル・スポーツクラブ豊明（豊明市二村台[32]）

- ハローフーヅ桜ヶ丘店（豊明市栄町大蔵下81[14]、1970年（昭和45年）6月開店[9] - ?閉店）

店舗面積214m2。
- ハローフーヅ沓掛店（豊明市島原10-2[38]、1980年（昭和55年）4月開店[24] - ?閉店）

店舗面積600m2。

#### 春日井市
- 坂下屋味鋺店 → 味鋺店（春日井市二子町1-14-24[9]、1972年（昭和47年）4月開店[16] - 1980年（昭和55年）10月閉店[21]）
- FC・ピーコック岩成台店（春日井市[16]、?開店 - ?閉店）

店舗面積611m2。

#### 丹羽郡
- ハローフーヅ扶桑店（丹羽郡扶桑町大字高雄字酉ノ川272[14]、1977年（昭和52年）8月11日開店[39] - ?閉店）

売場面積1,218m2、駐車場200台。
愛知県道64号一宮犬山線沿いに出店していた。

#### 旧愛知郡
- ハローフーヅ日進店（愛知郡日進町大字藤枝字前田5-1[14]（現・日進市）、1978年（昭和53年）2月開店[40][14] - ?閉店）

店舗面積784m2。
愛知ヤクルト工場に隣接。跡地は、エルシエロ日進　太陽の館というマンション。
- ハローフーヅ東郷店（愛知郡[24]、1979年（昭和54年）11月開店[24] - ?閉店）

店舗面積418m2。

#### 知多
- ハローフーヅ東浦駅前店（知多郡東浦町大字藤江字大坪13-1[14]、1976年（昭和51年）3月開店[16] - ?閉店）

店舗面積610m2。
（2代目）ハローフーヅ東浦店（知多郡東浦町大字生路字池下61-9）が1994年（平成6年）4月に開店した。
- 東浦店（知多郡東浦町大字森岡字前田55-1[14]、1974年（昭和49年）10月開店[9] - ?閉店）

店舗面積655m2。
- ハロードゥ武豊店（知多郡武豊町字瀬木2[42]、1990年（平成2年）9月22日開店[42]）

敷地面積9,383m2、SC店舗面積3,700m2（当社店舗面積500m2）。駐車台数約400台。
ドミー（店舗面積1,400m2）と共に「ショッピングセンターたけとよ（TAK21）」の核店舗として出店した。
- ハローフーヅ東海店（東海市加木屋町大堀1-1[44]、1980年（昭和55年）11月開店[24] - ?閉店）

店舗面積751m2。

#### 三河
- ハローフーヅ三好店（西加茂郡三好町大字三好字小坂42[45]（現・みよし市）、1971年（昭和46年）11月2日開店[45] - ?閉店）

敷地面積約10,758m2、鉄骨造地上2階建て、延べ床面積約8,302m2、店舗面積約4,055m2（当社店舗面積約673m2）、駐車台数約280台。
「衣料のイシカワ」（約500m2）と共に「三好ショッピングセンター」の核店舗として出店していた。
店舗面積673m2。
- ハローフーヅ青木店（豊田市青木町4-57[46]、1981年（昭和56年）11月13日開店[46] - ?閉店）

敷地面積約8,863m2、鉄骨造地下1階地上1階建て、延べ床面積約17,233m2、店舗面積約2,029m2（当社店舗面積約379m2）、駐車台数約250台。
豊田第一共同ショッピングセンターに出店していた。
- ハローフーヅ永覚店（豊田市永覚新町2-25[48]、1981年（昭和56年）3月開店[47] - ?閉店）

サンシャイン永覚（店舗面積2,072m2）に出店していた。
- ハローフーヅ知立店（知立市中町90番地[49]、1983年（昭和58年）11月18日開店[49] - ?閉店）売り場面積1566

鉄骨鉄筋コンクリート造地下1階地上14階建て・延べ床面積4,832m2、店舗面積577m2。
商店街の一角に建設された住宅付きの下駄ばきマンションの下層階に造られた、小規模な地元主導型ショッピングセンター「ショッピングプラザ・銀座ラブ」（店舗面積約1,056m2）の核店舗として出店した。
- ハローフーヅ牛田店（知立市南陽町[16]、1985年（昭和60年）1月開店[16] - ?閉店）

店舗面積724m2。
- 美合店（岡崎市美合町生田225[18]、1967年（昭和42年）11月3日開店[19] - ?閉店）

売場面積490m2
- ハローランド東刈谷店（刈谷市東刈谷町2-4-3[50]、1991年（平成3年）11月19日開店[50] - ?閉店）

鉄骨造2階建て・延べ床面積5,757m2、店舗面積3,787m2。

### 岐阜県
- ハローフーヅ鵜沼店（各務原市鵜沼東町2-144[52]、1978年（昭和53年）7月22日開店[52] - ?閉店）

敷地面積約5,324m2、鉄筋コンクリート造2階建て、延べ床面積約4,446m2、店舗面積約3,784m2（直営店舗面積約832m2）、駐車台数約200台。
- FC・サンバード鵜沼店（各務原市[16]、1981年（昭和56年）11月開店[16] - ?閉店）

2階建て、店舗面積1,404m2。
国道21号線沿いに三洋建築開発がデベロッパーとして開発した「鵜沼ショッピングセンター」の核店舗として1階の1,280m2と2階の124m2に出店した。
- ハローフーヅ広見店（可児郡可児町広見字田中637-1[14]（現・可児市）、1976年（昭和51年）5月開店[14] - ?閉店）

店舗面積1,074m2。
- コパン・インターナショナル・スポーツクラブ可児（可児市広見[22]）

- ハローランド可児店（可児市中恵土2359−490[54][55]、1993年（平成5年）9月9日開店[54] - ?閉店）

鉄骨造3階建て・延べ床面積6,953m2、店舗面積4,740m2（直営店舗面積3,818m2）。
- ハローフーヅ美濃加茂店（美濃加茂市太田町城房3593-1[56]、1996年（平成8年）10月開店[56]）

店舗面積1,537m2、延べ床面積約2,074m2。直営店舗面積1,537m2。
- コパン・インターナショナル・スポーツクラブ多治見（多治見市[22]）

## 関連会社
- 蜂須賀屋酒店 - 1964年（昭和39年）2月設立[16]、持株比率100%[16]、名古屋市南区[16]、酒類販売[16]。
- ハロー園 - 1975年（昭和50年）5月設立[28]
- アサヒ物産 - 1975年（昭和50年）6月設立[24]、持株比率100%[24]、愛知県西春日井郡[16]、めん類等の製造・販売[16]。
- 丸正産業 - 1977年（昭和52年）4月設立[28]
- ハッピー・アンド・ハロー） - 1977年（昭和52年）4月設立[24]、食品宅配[24]、持株比率100%[24]
- 緑開発（名古屋市緑区鳴海町向田275[22]） - 1977年（昭和52年）6月設立[24]、持株比率100%[24]
- アニーズ - 1979年（昭和54年）11月設立[24]、高級総菜製造[57]、名古屋市[57]。
- ヴァンサンヌ - 1984年（昭和59年）3月設立[16]、持株比率75%[16]、名古屋市名東区[16]、飲食店[16]。